# Andanan Watershed Forest Reserve
Das Naturschutzgebiet Andanan Watershed Forest Reserve liegt in der Nähe von Bayugan City auf der Insel Mindanao. Es gehört zur Provinz Agusan del Sur in den Philippinen. Es wurde mit dem Präsidentenerlass Nr. 734 vom 29. Mai 1991 zum Natur- und Wasserschutzgebiet erklärt und ist ein wichtiger Bestandteil des NIPAS Gesetzes von 1992, in diesem wird es als Andanan Natural Park aufgelistet.
Das Naturschutzgebiet liegt in den Diwata-Bergen und umfasst eine Fläche von 15.097 Hektar, es teilt sich auf in 7.929 Hektar Wald, 1.668 Hektar aufgeforstete Gebiete und 5.500 Hektar Grasland und Weiden. Es ist das Quellgebiet folgender Flüsse und Bäche: dem Fluss Andanan und der Bäche Muraya, Calaitan und Pinandagatan. In dem Gebiet des Andanan Watershed Forest Reserve gehen jährliche Niederschläge von ca. 2000 mm nieder. Die regenreichsten Monate sind von Dezember bis März mit bis zu 250 mm Niederschlag.
In dem Naturschutzgebiet lebt eine Vielzahl von Säugetieren wie dem Philippinenhirsch, Wildschweinen, dem Philippinischen Verwandten des Javaneraffen und einige Arten von Mäusen. Die Vogelwelt im Naturschutzgebiet wird vertreten von Nashornvögeln, Papageien, den seltenen Brahmanenmilanen, dem Philippinenhaubenadler und der Philippinen-Schwarzstrichtaube. Bei Zählungen der Herpetofauna wurden 49 Arten identifiziert. Von den Froschlurchen wurden im Schutzgebiet 22 Arten gelistet. Darunter finden sich der auf Mindanao endemische Platymantis rabori, die weiter verbreiteten Kalophrynus pleurostigma, Limnonectes magnus, der Weißbart-Ruderfrosch (Polypedates leucomystax), aber auch invasive Arten wie die Aga-Kröte (Rhinella marina). Von der Großfamilie der Echsen wurden 17 Arten gefunden, darunter die Philippinische Segelechse (Hydrosaurus pustulatus), 9 Arten von Schlangen, darunter die auf den Philippinen endemische Viper Trimeresurus flavomaculatus, die Grüne Peitschennatter (Ahaetulla prasina), die Bronzenatter Dendrelaphis philippinensis und eine Art der Süßwasserschildkröten, die Amboina-Scharnierschildkröte (Cuora amboinensis). Zählungen der Schmetterlinge im Schutzgebiet zeigten einen großen Artenreichtum, diese setzten sich aus sieben Überfamilien, 13 Familien, 24 Unterfamilien, 49 Gattungen und 54 Arten zusammen. Zu den größten registrierten Arten zählen die gefundenen Exemplare der auf den Philippinen endemischen Samia luzonica und Troides rhadamantus.
In den Flüssen leben unter anderem Kasili, Schlangenkopffische (Channa striata) wie der Haluan oder der Ulang und der Gabot. Die Waldgebiete werden dominiert von Flügelfruchtgewächsen wie dem Yakal, Lauan, Mayapis, Apitong, Tanguile, Bagtikan, Red Lauan.